# Henri Tournier (entomologiste)
Pour les articles homonymes, voir Henri Tournier et Tournier.
Henri Tournier (1834-1904) est un entomologiste suisse, s'étant intéressé aux coléoptères et aux hémiptères.
Sa collection est notamment intégrée à celle du Musée d'Histoire naturelle de Genève (MHNG).

## Publications

### 1868
- Tournier, H. 1868 Description des Dascillides du bassin du Léman. 95 pp., 4 pls. Georg, Bale & Genève. F. Savy, Paris (Association Zoologique du Léman. Année 1867).

### 1874
- Tournier, H. 1874. Matériaux pour servir a la monographie de la tribu des Erirhinides de la famille des Curculionides (Coleopteres). Annales de la Société Entomologique de Belgique vol.17, no. I, pp. 63–116.

### 1879
- Tournier, H. 1879. Description d'un nouveau coléoptère, appartenant au genre Laccobius Er. Mitt. Schweiz. Ent. Ges.
- Tournier, H. 1879. Matériaux pour servir a une monographie des espèces Européennes and Circumeuropéennes du genre Myllocerus Schh. Ann. Soc. Ent. Belg.

### 1889
- Tournier, H. 1889. Hyménoptères, famille des Scolides: Monographie des espèces européennes et des contrées limitrophes du genre Tiphia Ann. Soc. Entomol. Belg. 33: 1–35.
- Tournier, H. 1889. Deux Hyménoptères nouveaux. Comptes rendus des Séances de la société entomologique de Belgique 33:23–24.
- Tournier, H. 1889. Études Hyménoptèrologiques; de quelques Pompilides d'Europe et contrées limitrophes. L’Entomologiste Genevois 1:133–140,154–178, 194–219.
- Tournier, H. 1889. Hyménoptères. Descriptions d'espèces nouvelles et remarques diverses. L’Entomologiste Genevois 1: 11–18, 2: 35–45, 3: 56–69, 4: 93–96, 5: 102–115, 6–8:124–140.

### 1891
- Tournier, H. 1891. Descriptions d'espèces nouvelles L’Entomologiste Genevois 1:194–219.

### 1895
- Tournier, H. 1895. Table synoptique des espèces européennes et circa-européennes du genre Ferreola. Soc. Ent. France, Bull. 11–13.